# Humboldt County (Nevada)
Humboldt County ist ein County im Bundesstaat Nevada der Vereinigten Staaten. Der Verwaltungssitz (County Seat) ist Winnemucca.

## Geschichte
Das County wurde 1856 nach der Abtrennung von Utah als erstes County gebildet und wurde nach dem Humboldt River und damit nach Alexander von Humboldt benannt. Erster Sitz der County-Verwaltung war von 1861 bis 1873 Unionville. Es ist das älteste County in Nevada.
14 Bauwerke und Stätten des Countys sind im National Register of Historic Places eingetragen (Stand 14. Februar 2018).

## Demografische Daten
Nach der Volkszählung im Jahr 2000 lebten im County 16.106 Menschen. Es gab 5733 Haushalte und 4133 Familien. Die Bevölkerungsdichte betrug 1 Einwohner pro Quadratkilometer. Ethnisch betrachtet setzte sich die Bevölkerung zusammen aus 83,21 % Weißen, 0,51 % Afroamerikanern, 4,02 % amerikanischen Ureinwohnern, 0,57 % Asiaten, 0,07 % Bewohnern aus dem pazifischen Inselraum und 8,54 % aus anderen ethnischen Gruppen; 3,09 % stammten von zwei oder mehr ethnischen Gruppen ab. 18,87 % Prozent der Bevölkerung waren spanischer oder lateinamerikanischer Abstammung.
Von den 5733 Haushalten hatten 40,90 % Kinder und Jugendliche unter 18 Jahre, die bei ihnen lebten. 59,60 % waren verheiratete, zusammenlebende Paare, 7,60 % waren allein erziehende Mütter. 27,90 % waren keine Familien. 22,80 % waren Singlehaushalte und in 6,30 % lebten Menschen im Alter von 65 Jahren oder darüber. Die Durchschnittshaushaltsgröße betrug 2,77 und die durchschnittliche Familiengröße lag bei 3,28 Personen.
Auf das gesamte County bezogen setzte sich die Bevölkerung zusammen aus 31,40 % Einwohnern unter 18 Jahren, 7,50 % zwischen 18 und 24 Jahren, 31,20 % zwischen 25 und 44 Jahren, 22,30 % zwischen 45 und 64 Jahren und 7,50 % waren 65 Jahre alt oder darüber. Das Durchschnittsalter betrug 33 Jahre. Auf 100 weibliche Personen kamen 110,30 männliche Personen, auf 100 Frauen im Alter ab 18 Jahren kamen statistisch 110,20 Männer.
Das jährliche Durchschnittseinkommen eines Haushalts betrug 47.147 USD, das Durchschnittseinkommen der Familien betrug 52.156 USD. Männer hatten ein Durchschnittseinkommen von 44.694 USD, Frauen 25.917 USD. Das Prokopfeinkommen betrug 19.539 USD. 9,70 % der Bevölkerung und 7,70 % der Familien lebten unterhalb der Armutsgrenze. 10,40 % davon waren unter 18 Jahre und 10,80 % waren 65 Jahre oder älter.

## Orte im County
- Awakening
- Bliss
- Chinatown
- Comus
- Cordero
- Daveytown
- Denio Junction
- Denio
- Dyke
- Ellison
- Golconda
- Gouge Eye
- Herrin
- Knight
- McDermitt
- Orovada
- Paradise Hill
- Paradise Valley
- Preble
- Pronto
- Raglan
- Red House
- Rose Creek
- Sulphur
- Tule
- Valmy
- Weso
- Winnemucca

## Prostitution
Das County ist eines der zehn Countys Nevadas, in denen Prostitution und die Errichtung von Bordellen zulässig ist.